# Eulechria chrysozona
Eulechria chrysozona is een vlinder uit de familie van de sikkelmotten (Oecophoridae). De wetenschappelijke naam van de soort werd in 1889 als Compsotropha chrysozona gepubliceerd door Alfred Jefferis Turner.